# Hans von Campenhausen
Hans von Campenhausen (16 dicembre 1903 – 6 gennaio 1989) è stato un teologo evangelico tedesco.

## Biografia
Hans von Campenhausen nacque a Rozbeki (in tedesco Rosenbeck), l’attuale Rozula, un villaggio in Livonia compreso nel comune di Pārgauja. La sua era una famiglia nobile, che fuggì in Germania durante la rivoluzione russa. Nel 1922 completò gli studi scolastici a Heidelberg conseguendo il diploma, quindi si iscrisse all’Università di Heidelberg, dove conseguì la laurea in teologia nel 1926. Si specializzò quindi in storia della Chiesa all’Università di Marburgo e nel 1928 conseguì l’abilitazione alla docenza accademica. Durante gli studi ebbe come docenti Rudolf Bultmann e Martin Dibelius e ne fu influenzato. Nel 1930 divenne docente privato (privatdozent) di storia ecclesiastica all’Università di Gottinga. Nel 1933 aderì alla Gleichschaltung, ma successivamente prese le distanze dal nazionalsocialismo e aderì alla Chiesa confessante. Fra il 1935 e il 1940 ottenne incarichi temporanei nelle università di Gießen, Kiel, Heidelberg, Greifswald, Gottinga e Vienna, quindi venne richiamato per il servizio militare. Finita la guerra, nel 1945 venne nominato professore di storia della Chiesa all’università di Heidelberg succedendo al suo maestro Hans von Schubert. Nel 1946 fu eletto rettore dell’università di Heidelberg. Nel 1969 fu nominato professore emerito. Morì a Heidelberg.
Campenhausen è stato membro dell’Accademia delle scienze di Gottinga e dell’Accademia delle scienze di Heidelberg, nonché membro onorario della British Academy e dell’American Academy of Arts and Sciences.  Ha ricevuto lauree ad honorem dalle università di Gottinga, Vienna, Oslo e St. Andrews. Ha pubblicato numerose opere sulla Chiesa primitiva. I suoi lavori sui padri della Chiesa sono stati tradotti in diverse lingue e vengono costantemente ristampati.

## Libri
- Ambrosius of Milan as a church politician. De Gruyter, Berlin, 1929.
- The Passion Sarcophage to the History of an Early Christian Scene. Marburg, 1929.
- The idea of martyrdom in the old church. Vandenhoeck & Ruprecht, Göttingen, 1936.
- Church office and spiritual authority in the first three centuries. Mohr, Tübingen, 1953.
- From the early days of Christianity. Studies of the church history of the 1st and 2nd century. Mohr, Tübingen 1963.
- The origin of the Christian Bible. Mohr, Tübingen, 1968
- Theologenspieß und –spaß. Hamburg , 1973
- Greek Church Fathers. Kohlhammer, Stuttgart, 1955 (in italiano: I padri greci, Paideia, 2002)
- Latin Church Fathers.  Kohlhammer, Stuttgart, 1960 (in italiano: I padri della Chiesa latina, Sansoni, 1970)